# Wings 1973 UK Tour
Il Wings 1973 UK Tour fu il tour intrapreso dai Wings in Regno Unito per promuovere il loro ultimo album Red Rose Speedway e il singolo Live and Let Die, colonna sonora del film di James Bond Vivi e lascia morire.
La formazione era composta da Paul McCartney, Linda McCartney, Denny Laine, Henry McCullough e Denny Seiwell.

## Panoramica
Il tour fu annunciato mesi prima del suo svolgimento, permettendo ai fan di comprare i biglietti e un maggiore afflusso, portando al raddoppiamento di alcuni concerti.
Fu durante questa tournée che la band iniziò a spaccarsi: di base ogni membro veniva pagato con una rata di 70 sterline, e sia Seiwell che McCullough non erano soddisfatti ritenendo la paga troppo bassa, inoltre non gradivano essere sul palco con Linda, ancora considerata inesperta. I due abbandonarono il gruppo dopo il tour.
I Wings furono accompagnati dalla band di supporto Brinsley Schwarz.

## Date
| Data           | Città               | Nazione     | Luogo                                   |
| -------------- | ------------------- | ----------- | --------------------------------------- |
| 11 maggio 1973 | Bristol             | Inghilterra | Bristol Hippodrome                      |
| 12 maggio 1973 | Oxford              | Inghilterra | New Theatre                             |
| 13 maggio 1973 | Cardiff             | Galles      | Capitol Cinema and Theatre              |
| 15 maggio 1973 | Bournemouth         | Inghilterra | Winter Gardens                          |
| 16 maggio 1973 | Manchester          | Inghilterra | Hardrock                                |
| 17 maggio 1973 | Manchester          | Inghilterra | Hardrock                                |
| 18 maggio 1973 | Liverpool           | Inghilterra | Liverpool Empire Theatre (2 spettacoli) |
| 19 maggio 1973 | Leeds               | Inghilterra | Leeds University                        |
| 21 maggio 1973 | Preston             | Inghilterra | Guild Hall                              |
| 22 maggio 1973 | Newcastle upon Tyne | Inghilterra | Odeon Cinema                            |
| 23 maggio 1973 | Edimburgo           | Scozia      | Odeon Cinema (2 spettacoli)             |
| 24 maggio 1973 | Glasgow             | Scozia      | Green's Playhouse                       |
| 25 maggio 1973 | Londra              | Inghilterra | Hammersmith Apollo                      |
| 26 maggio 1973 | Londra              | Inghilterra | Hammersmith Apollo                      |
| 27 maggio 1973 | Londra              | Inghilterra | Hammersmith Apollo                      |
| 4 luglio 1973  | Sheffield           | Inghilterra | Sheffield City Hall                     |
| 6 luglio 1973  | Birmingham          | Inghilterra | Odeon                                   |
| 9 luglio 1973  | Leicester           | Inghilterra | Odeon                                   |
| 10 luglio 1973 | Newcastle upon Tyne | Inghilterra | Newcastle City Hall                     |

## Scaletta
1. Soily
2. Big Barn Bed
3. When the Night
4. Wild Life
5. Seaside Woman (come Suzy and the Red Stripes)
6. Little Woman Love
7. C Moon (McCartney I)
8. Live and Let Die
9. Maybe I'm Amazed (McCartney I)
10. My Love
11. Go Now (Moody Blues)
12. Say You Don't Mind
13. The Mess
14. Hi, Hi, Hi
15. Long Tall Sally (Little Richard)

## Formazione
- Paul McCartney - voce, basso elettrico, tastiere
- Linda McCartney - cori, tastiere
- Denny Laine - cori, voce, chitarra
- Henry McCullough - chitarra
- Denny Seiwell - batteria

### Brinsley Schwarz
- Nick Lowe - voce, basso elettrico, chitarra, tastiere
- Brinsley Schwarz - chitarra, pianoforte, organo, sassofono, cori
- Billy Rankin - batterie
- Bob Andrews - organo Hammond, pianoforte, basso elettrico, chitarra, cori
- Ian Gomm - chitarra ritmica